# HD 150591
HD 150591，又名CD-4010653，SAO 227123、HR 6209，是一颗恒星，视星等为6.12，位于銀經342.77，銀緯3.12，其B1900.0坐标为赤經16h 36m 57.4s，赤緯-40° 3.12′ 24″。